# Horrocks, Australien
Horrocks är en ort i Australien. Den ligger i delstaten Western Australia, omkring 420 kilometer norr om delstatshuvudstaden Perth. Antalet invånare är 136.
Trakten är glest befolkad. 
Stäppklimat råder i trakten. Genomsnittlig årsnederbörd är 318 millimeter. Den regnigaste månaden är juni, med i genomsnitt 69 mm nederbörd, och den torraste är februari, med 5 mm nederbörd.